# Курт Бласберг
Курт Бласберг (нім. Kurt Blasberg; 24 липня 1902, Маркусмюле, Німецька імперія — 15 грудня 1967, Антверпен, Бельгія) — німецький морський офіцер, оберлейтенант-цур-зее резерву крігсмаріне. Кавалер Лицарського хреста Залізного хреста.

## Біографія
Здобув вищу освіту, доктор. 15 листопада 1939 року призваний на службу і призначений в 2-й корабельний батальйон. Після штурманських курсів 27 квітня 1940 року направлений для проходження служби в 14-у флотилію тральщиків-шукачів. З 6 серпня 1940 року служив на тральщику-шукачі М-10 у складі 36-ї флотилії тральщиків-шукачів. Протягом війни служив на різних тральщиках, а до кінця командував тральщиками, а також групою. Командир тральщика-шукача М-3619. 15.10.1943 нагороджений Золотим німецьким хрестом. Після закінчення війни командував тральщиком М-3664, брав участь у розмінуванні німецьких вод. 15 січня 1946 року вийшов у відставку.

## Звання
- Штурмансмат резерву (1 травня 1940)
- Штурман резерву (1 квітня 1941)
- Оберштурман резерву (1 жовтня 1941)
- Лейтенант-цур-зее резерву (1 грудня 1941)
- Оберлейтенант-цур-зее резерву (1 вересня 1943)

## Нагороди
- Залізний хрест
  - 2-го класу (28 лютого 1941)
  - 1-го класу (9 жовтня 1941)
- Нагрудний знак мінних тральщиків (9 жовтня 1941)
- Німецький хрест в золоті (15 грудня 1943)
- Лицарський хрест Залізного хреста (7 вересня 1944) — нагороджений після 500-го походу в Ла-Манш.